# Cratere Anat
Anat è un cratere sulla superficie di Ganimede.